# Đường hầm Gotthard
Đường hầm Gotthard (GBT) là một hầm xe lửa xuyên dãy núi Alps ở Thụy Sĩ. Với chiều dài 57 km (35,4 mi), nó là đường hầm dài nhất trên thế giới, dài hơn đường hầm dưới biển Seikan ở Nhật Bản.
Sau khi có 64% cử tri Thụy Sĩ bỏ phiếu thuận chấp nhận dự án AlpTransit trong cuộc trưng cầu dân ý năm 1992, công tác xây dựng bắt đầu vào năm 1996. Công tác khoan ở đường hầm phía tây hoàn thành vào ngày 20 tháng 10 năm 2010 trong một buổi lễ được truyền hình trực tiếp tại hiện trường trên kênh Swiss TV. Khi khai trương đưa vào vận hành (lúc đầu dự tính vào năm 2017), quãng đường từ Zürich đến Milano sẽ giảm thời gian đi một tiếng (từ 3,4 xuống còn 2,4 tiếng) và từ Zürich đến Lugano còn 1 tiếng 40 phút.
Đường hầm đã hoàn thành. AlpTransit Gotthard TNHH đã có kế hoạch bàn giao đường hầm đến tổng công ty Đường sắt Liên bang Thụy Sĩ (SBB) để bắt đầu vận hành trong tháng 12 năm 2016. Lễ khai trương đã diễn ra vào ngày 01 tháng 6 năm 2016.

## Dự toán
Dự án đường hầm này, có tổng chi phí 9,8 tỷ CHF (10,3 tỷ US$), gồm hai đường hầm đơn. Nó là một phần của dự án AlpTransit, còn gọi là Liên kết đường sắt mới qua dãy Alps (NRLA), bao gồm đường hầm Lötschberg giữa bang Bern và Valais. Nó sẽ thay thế đoạn đồi núi của tuyến đường sắt đã được xây trong thế kỷ thứ 19 Gotthardbahn, một tuyến núi ngoằn nghoèo chạy qua Saint-Gotthard Massif, và thiết lập một tuyến trực tiếp có thể sử dụng cho đường sắt cao tốc và các tuyến tàu hoả vận tải hàng hạng nặng.
Dự án gồm hai đường hầm đường đơn.
Có hai cửa hầm gần các làng Erstfeld, Uri và Bodio, Ticino. Gần đó có hai đường hầm St. Gotthard khác: Gotthard Rail Tunnel 1881 và Gotthard sky Tunnel năm 1980.